# Champion (Agnes)
Champion è un singolo della cantante svedese Agnes, pubblicato nel 2006 ed estratto dal suo secondo album in studio Stronger.

## Tracce
- Download digitale

1. Champion [Radio Edit] — 3:27

- CD

1. Champion [Radio Edit] — 3:27
2. Champion [Instrumental] — 3:27